# Harald Wixforth
Harald Wixforth (* 9. Juni 1958 in Bielefeld) ist ein deutscher Historiker.

## Leben und Wirken
Wixforth studierte Geschichtswissenschaft, Slavistik und Volkswirtschaftslehre an den Universitäten Bielefeld und Tübingen. 1991 erfolgte seine Promotion an der Fakultät für Geschichtswissenschaft und Philosophie der Universität Bielefeld mit einer von Sidney Pollard betreuten Studie über Banken und Schwerindustrie in der Weimarer Republik. Von 1992 bis 1995 war er Geschäftsführer des Sonderforschungsbereichs 177 „Neuzeitliches Bürgertum“ an der Universität Bielefeld, danach bis 1997 Mitarbeiter im DFG-Forschungsprojekt „Die Auswirkungen der Arbeitnehmerpartizipation auf die Produktivität im deutschen Bergbau“ an der Fakultät für Geschichtswissenschaft und Philosophie der Universität Bielefeld. Von 1998 bis 2002 war er als Mitarbeiter im Forschungsprojekt „Die Dresdner Bank im Dritten Reich“ am Hannah-Arendt-Institut für Totalitarismusforschung an der Technischen Universität Dresden tätig. Von 2002 bis 2003 war er Mitarbeiter im selben Forschungsprojekt an der Philosophischen Fakultät der TU Dresden. Danach war er bis 2006 Mitarbeiter in verschiedenen Forschungsprojekten der Eugen Gutmann-Gesellschaft e. V. Frankfurt am Main und anschließend bis 2008 Mitarbeiter im DFG-Forschungsprojekt „Der Staat als Unternehmer? Die Reichs-Kredit-Gesellschaft in Republik und Diktatur (1922–1945)“ an der Fakultät für Geschichtswissenschaft der Ruhr-Universität Bochum. Von 2008 bis 2013 war er Mitarbeiter im Forschungsprojekt „Thyssen im 20. Jahrhundert“ an der Universität Mannheim und ab 2010 an der Universität Bonn. Seit 2013 war er Mitarbeiter im DFG-Forschungsprojekt „Der Staat als Unternehmer? Die Reichs-Kredit-Gesellschaft in Republik und Diktatur (1922–1945)“ an der Fakultät für Geschichtswissenschaft der Ruhr-Universität Bochum.

## Forschungsschwerpunkte
- Unternehmensgeschichte mit dem Schwerpunkt Bankengeschichte
- Regionale Wirtschaftsgeschichte
- Geschichte der deutschen Besatzungsherrschaft in Ost- und Ostmitteleuropa während des Zweiten Weltkriegs
- Russische Wirtschaftsgeschichte

## Schriften (Auswahl)
- mit Johannes Bähr: Die Dresdner Bank im Dritten Reich / Die Expansion der Dresdner Bank in Europa. De Gruyter Oldenbourg, Berlin 2021.
- Vernetzt – Verflochten – Vertraut. Das personelle Netzwerk der maritimen Wirtschaft in Bremen (1908–1968). Staatsarchiv Bremen, Bremen 2020.
- Vom Stahlkonzern zum Firmenverbund. Die Unternehmen Heinrich Thyssen-Bornemiszas von 1926 bis 1932. Schöningh, Paderborn 2019.
- Die Geschichte der DZ Bank. Das genossenschaftliche Zentralbankwesen vom 19. Jahrhundert bis heute. München 2013.
- (Hrsg.): Finanzinstitutionen in der Theorielandschaft (= Geld und Kapital. Jahrbuch der Gesellschaft für mitteleuropäische Banken- und Sparkassengeschichte, 2009/10).
- (Hrsg.): Strukturwandel und Internationalisierung im Bankwesen seit den 1950er Jahren (= Geld und Kapital. Jahrbuch der Gesellschaft für mitteleuropäische Banken- und Sparkassengeschichte, 2007/08).
- Die Expansion der Dresdner Bank in Europa. Unter Mitarbeit von Johannes Bähr, Oldenbourg, München 2006.
- „unserer lieben ältesten Tochter.“ 150 Jahre Bremer Bank. Eine Finanz- und Wirtschaftsgeschichte der Hansestadt Bremen (= Publikationen der Eugen-Gutmann-Gesellschaft, Bd. 3), Dresden 2006.
- Auftakt zur Ostexpansion. Die Dresdner Bank und die Umgestaltung des Bankwesens im Sudetenland 1938/39 (= Hannah-Arendt-Institut. Studien und Berichte, Nr. 31), Dresden 2001.
- (Hrsg.): Sparkassen in Mitteleuropa im 19. und 20. Jahrhundert (= Geld und Kapital. Jahrbuch der Gesellschaft für mitteleuropäische Banken- und Sparkassengeschichte, 1998).
- Banken und Schwerindustrie in der Weimarer Republik (= Wirtschafts- und Sozialhistorische Studien, Bd. 1). Böhlau, Köln u. a. 1995, ISBN 3-412-11394-8 (Teilw. zugl.: Bielefeld, Univ., Diss., 1991).